# Mladen Bodalec
Mladen Bodalec, hrvaški vokalist in odvetnik * 1. januar 1959, Lobor, Hrvaška.
Znan je predvsem kot član zagrebške rock skupine Prljavo kazalište.